# Nowa Mezinówka
Nowa Mezinówka (biał. Новая Мезенаўка, Nowaja Miezienauka; ros. Новая Мезеновка, Nowaja Miezienowka; hist. pol. Mezinowka, Mezinówka; ros. Мезиновка, Miezinowka) – wieś na Białorusi, w obwodzie mińskim, w rejonie dzierżyńskim, w sielsowiecie Niehorele.
W pobliżu znajdują się przystanek kolejowy Mezinówka, położony na linii Moskwa – Mińsk – Brześć oraz Rezerwat Biologiczny „Sinickaja hrebla”.

## Historia
W XIX i w początkach XX w. zaścianek położony w Rosji, w guberni mińskiej, w powiecie mińskim.
Po I wojnie światowej pod administracją polską, w Zarządzie Cywilnym Ziem Wschodnich, w okręgu mińskim, w powiecie mińskim.
W wyniku postanowień traktatu ryskiego znalazła się w granicach Związku Sowieckiego. W okresie międzywojennym położona była w pobliżu granicy z Polską, którą w okolicy Mezinówki przecinała linia kolejowa Warszawa - Moskwa. W latach 1932–1937 w Polskim Rejonie Narodowym im. Feliksa Dzierżyńskiego. Od 1991 w niepodległej Białorusi.